# Halverde
Halverde ist ein Ortsteil der Gemeinde Hopsten an der Nordspitze der westfälischen Region Tecklenburger Land (Kreis Steinfurt).

## Geographie
Die Fläche des Ortsteils Halverde beträgt 17,17 km². Halverde wird umgeben von den Orten Recke, Hopsten, Schale und Voltlage. Es besteht aus dem Dorf Halverde und den Bauerschaften Langenacker, Osterbauer und Westerbauer.

## Geschichte
Der Name Halverde setzt sich aus den Silben hal (Moor, Sumpf) und verde (vorde = Furt) zusammen, also Moorfurt. Das Halverder Moor ist ein Restfeuchtgebiet dieses einstigen Moores.
Der erste urkundliche Hinweis stammt aus dem Jahr 1150, in dem ein Hof von Halverde (Halfart) vom Grafen Heinrich I. von Tecklenburg dem Bischof von Osnabrück geschenkt wird. Ein Eintrag im Corveyer Einkünfteverzeichnis aus dem 12. Jahrhundert ist der erste urkundliche Nachweis zur Ortschaft Halverde. Dabei handelt es sich um eine Landschenkungsurkunde des Edlen Wigbold von Horstmar an den Bischof Arnold von Osnabrück, die sich auf das Jahr 1189 datieren lässt. Demnach sollten für das neu zu errichtende Kloster in Recke Güter von Halverde übertragen werden. Im Laufe der Geschichte wechselten die Landesherren und die Landeshoheit und damit auch die Religionszugehörigkeit. Erste eigenständige Gottesdienste sollen ab 1784 auf einer Bauerndiele stattgefunden haben.
Bis zum 1. Januar 1811 gehört das Dorf Halverde mit den Bauerschaften Langenacker, Osterbauer, Westerbauer zum Kirchspiel Recke. Damit erhielt ab diesem Zeitpunkt die bereits 1788 genehmigte und 1790 erbaute Kirche ihre Selbstständigkeit von der Recker Kirche. Am 8. Juni 1790 wurde in der auf die Aposteln Peter und Paul geweihte Kirche die erste Messe gefeiert. Nach kurzer Selbstständigkeit gehörte Halverde ab 1815 bis 1851 zur Bürgermeisterei Schale und ab 1851 zum Amt Schale. Dieser Zuordnung folgte ab Februar 1930 bis zum 31. Dezember 1974 das Amt Hopsten.
Durch die Ausweitung der Flächen des Schießplatzes Meppen wurden 1939 vier Familien aus dem aufgelösten Dorf Wahn in Halverde angesiedelt. Am 21. Februar 1945 um 15 Uhr wurde das Kreienfeld durch amerikanische Bomber bombardiert, es blieb jedoch bei nur geringen Sachschäden.
Mit der Gebietsreform am 1. Januar 1975 wurde das Amt aufgelöst und Halverde in die Gemeinde Hopsten eingemeindet. Kirchlich gehören die Katholiken des Dorfes Schale bis heute zur Pfarrei Halverde.

### Bevölkerungsentwicklung
- 01. Dezember 1871: 0.557 Einwohner
- 01. Dezember 1910: 0.590 Einwohner
- 13. September 1950: 0886 Einwohner
- 06. Juni 1961: 000000.757 Einwohner
- 27. Mai 1970: 0000000810 Einwohner
- 30. Juni 1974: 000000.823 Einwohner
- 31. Dezember 1974: 0.809 Einwohner
- 31. Dezember 2007: .1147 Einwohner
- 31. August 2012: 0001056 Einwohner
- 15. Januar 2016: 0001070 Einwohner
- 31. Dezember 2019: .1044 Einwohner[1]

### Bürgermeister der ehemaligen Gemeinde Halverde
- 1961–1974 August Büscher (CDU)[6]
- 1948–1961 Heinrich Stermann (Zentrum, später CDU)[7]
- 1946–1948 Brinker

## Öffentliche Einrichtungen

### Schule
Im Ort befindet sich die Mariengrundschule, sie ist ein Nebenstandort der St. Franziskus Grundschule aus Hopsten. Die weiterführenden Schulen sind in Hopsten (Haupt- oder Realschule und Gymnasiale Oberstufe) und in Recke (Haupt-, Realschule und Gymnasium).

### Feuerwehr

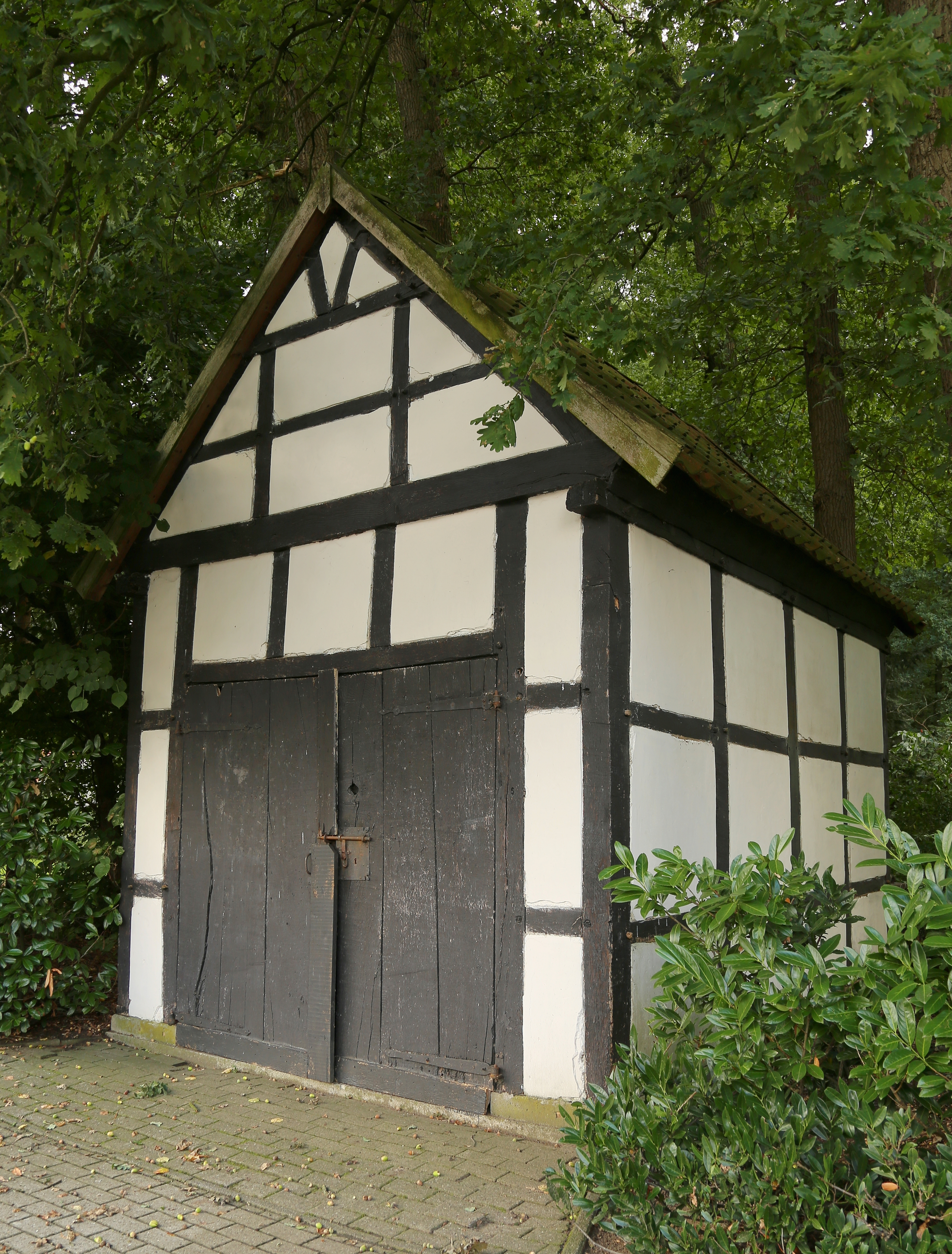
Spritzenhaus an der Hauptstraße

Die Freiwillige Feuerwehr Halverde wurde 1924 gegründet. Bis in die 1950er Jahre wurden Brände mit einer Handdruckspritze gelöscht, welche im Spritzenhaus an der Hauptstraße untergebracht war. Am 9. August 1959 wurde das bis heute genutzte Feuerwehrhaus durch Amtsdirektor Claßen eingeweiht.

## Sehenswürdigkeiten

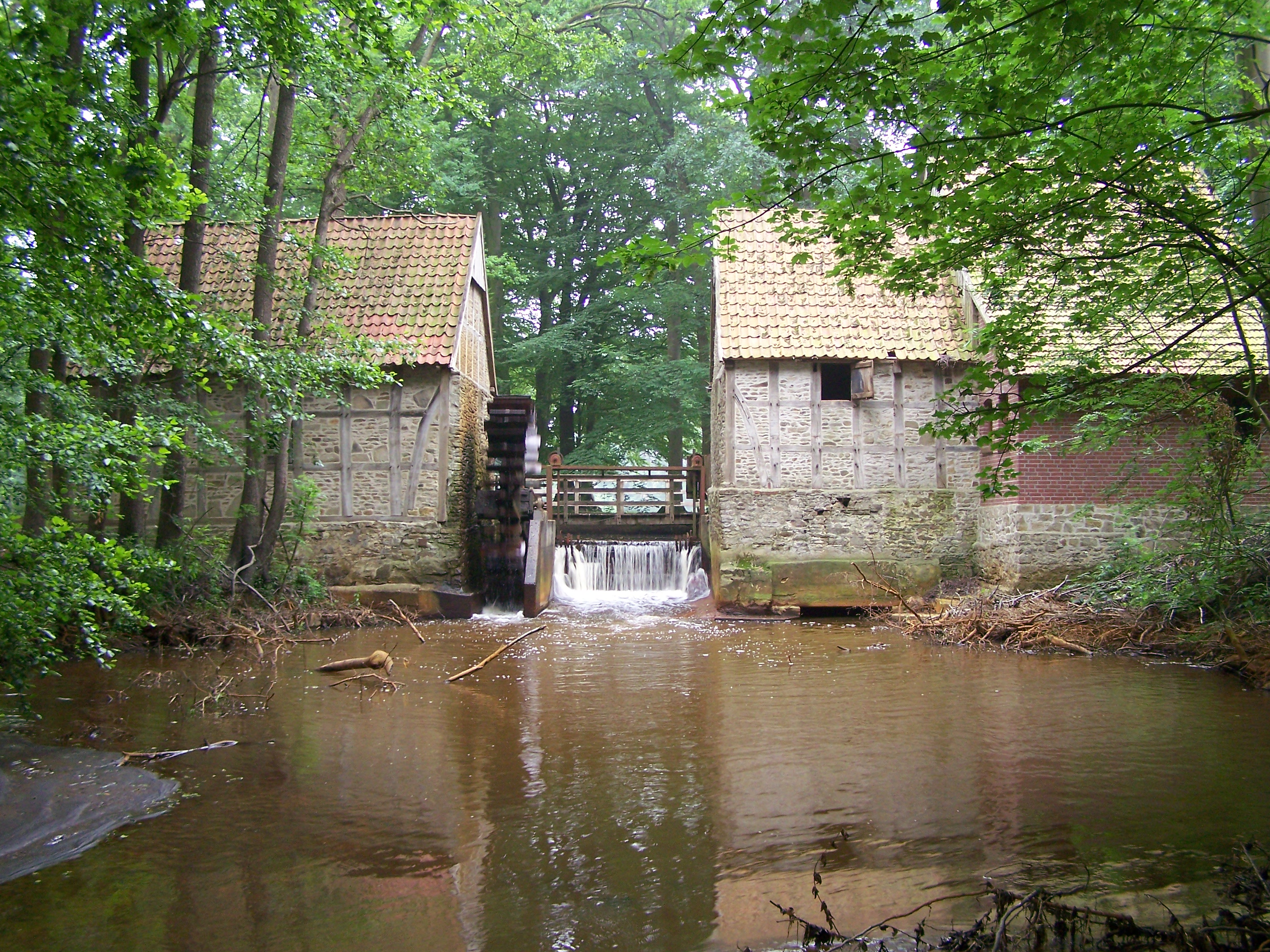
Öl- und Kornmühle Halverde

Die Öl- und Kornmühle Overmeyer ist eine besondere Sehenswürdigkeit. Sie ist eine der letzten erhaltenen Doppelwassermühlen Westfalens. Dieser einst für das Westfalenland so typische Mühlentyp ist fast ausgestorben.
Die Katholische Kirche St. Peter und Paul befindet sich im Zentrum des Ortes.
Außerdem befindet sich das Geburtshaus der Clemensschwester Maria Euthymia mit dem angelegten Gedenkweg in Halverde.

## Besonderheit
Halverde war eine Zeit lang neben dem Hopstener Ortsteil Schale einer der wenigen Orte in Deutschland, in denen zwei unterschiedliche Volksbanken (VR-Bank Kreis Steinfurt und Volksbank Süd-Emsland) eine Filiale hatten. Dieses ist durch den angekündigten Abzug der ehemaligen Volksbank Tecklenburger Land aus Halverde geschehen. Die Volksbank Süd-Emsland hatte sich auf Nachfrage bereit erklärt, eine Filiale zu eröffnen. Daraufhin zog die ehemalige Volksbank Tecklenburger Land die beabsichtigte Aufgabe der Halverder Filiale zurück.
Jahre später einigte man sich, dass in Halverde die Volksbank Kreis Steinfurt eine Zweigstelle behalten sollte, während Schale an die Volksbank Süd-Emsland abgetreten wurde.

## Persönlichkeiten
- Heinrich Heege (* 28. April 1909 in Halverde; † 30. Oktober 1978 in Trier) war ein deutscher Landwirt und Politiker (CDU).
- Euthymia Üffing (* 8. April 1914 in Halverde; † 9. September 1955 in Münster, Westfalen) war eine deutsche Clemensschwester.